# Palmarés da Gerolsteiner
A equipa ciclista profissional Gerolsteiner teve, durante toda a sua história, os seguintes resultados:

## 2007
UCI Pro Tour
| Datas          | Carreiras                            | Ganhador          |
| 18 de março    | 5.ª etapa da Tirreno-Adriático (CRI) | Stefan Schumacher |
| 22 de abril    | Amstel Gold Race                     | Stefan Schumacher |
| 25 de abril    | Flecha Valona                        | Davide Rebellin   |
| 2 de maio      | 1.ª etapa do Volta à Romandia        | Markus Fothen     |
| 17 de maio     | 5.ª etapa do Giro d'Italia           | Robert Förster    |
| 11 de junho    | 1.ª etapa da Dauphiné Libéré         | Heinrich Haussler |
| 10 de agosto   | 1.ª etapa da Volta à Alemanha        | Robert Förster    |
| 11 de setembro | 2.ª etapa da Volta à Polónia         | David Kopp        |

Circuitos continentais
| Datas          | Carreiras                              | Ganhador          |
| 30 de março    | 4.ª etapa da Settimana Coppi e Bartali | Robert Förster    |
| 29 de abril    | 5.ª etapa da Volta à Baixa Saxônia     | Heinrich Haussler |
| 2 de junho     | 4.ª etapa da Volta a Baviera (CRI)     | Stefan Schumacher |
| 3 de junho     | Volta à Baviera                        | Stefan Schumacher |
| 26 de julho    | 1.ª etapa do Brixia Tour               | Davide Rebellin   |
| 29 de julho    | Brixia Tour                            | Davide Rebellin   |
| 12 de agosto   | 1.ª etapa do Tour de l'Ain             | Beat Zberg        |
| 16 de setembro | Volta a Nuremberg                      | Fabian Wegmann    |

Campeonatos nacionais
| Datas      | Carreiras                         | Ganhador       |
| 1 de julho | Campeonato da Suíça em Estrada    | Beat Zberg     |
| 1 de julho | Campeonato da Alemanha em Estrada | Fabian Wegmann |

## 2008
Grandes Voltas (e carreiras fora do Pro Tour)
| Datas       | Carreiras  | Ganhador        |
| 16 de março | Paris-Nice | Davide Rebellin |

UCI Pro Tour
| Datas          | Carreiras                     | Ganhador           |
| 3 de maio      | 4.ª etapa do Volta à Romandia | Francesco De Bonis |
| 18 de junho    | 5.ª etapa da Volta à Suíça    | Markus Fothen      |
| 25 de agosto   | 6.ª etapa do Tour do Benelux  | Carlo Westphal     |
| 20 de setembro | 7.ª etapa da Volta à Polónia  | Robert Förster     |

Circuitos continentais
| Datas           | Carreiras                     | Ganhador          |
| 20 de fevereiro | 1.ª etapa da Volta ao Algarve | Robert Förster    |
| 22 de fevereiro | 3.ª etapa da Volta ao Algarve | Robert Förster    |
| 24 de fevereiro | Tour de Haut-Var              | Davide Rebellin   |
| 5 de abril      | Grande Prêmio Miguel Indurain | Fabian Wegmann    |
| 31 de maio      | 4.ª etapa da Volta à Baviera  | Stefan Schumacher |
| 1 de junho      | 5.ª etapa da Volta à Baviera  | Heinrich Haussler |
| 7 de junho      | Grande Prêmio de Schwarzwald  | Mathias Frank     |
| 11 de junho     | Dutch Food Valley Classic     | Robert Förster    |
| 24 de agosto    | 4.ª etapa do Regio-Tour       | Markus Fothen     |

Campeonatos nacionais
| Datas       | Carreiras                         | Ganhador       |
| 29 de junho | Campeonato de Alemanha em Estrada | Fabian Wegmann |
| 29 de junho | Campeonato de Suíça em Estrada    | Markus Zberg   |